# تنقل

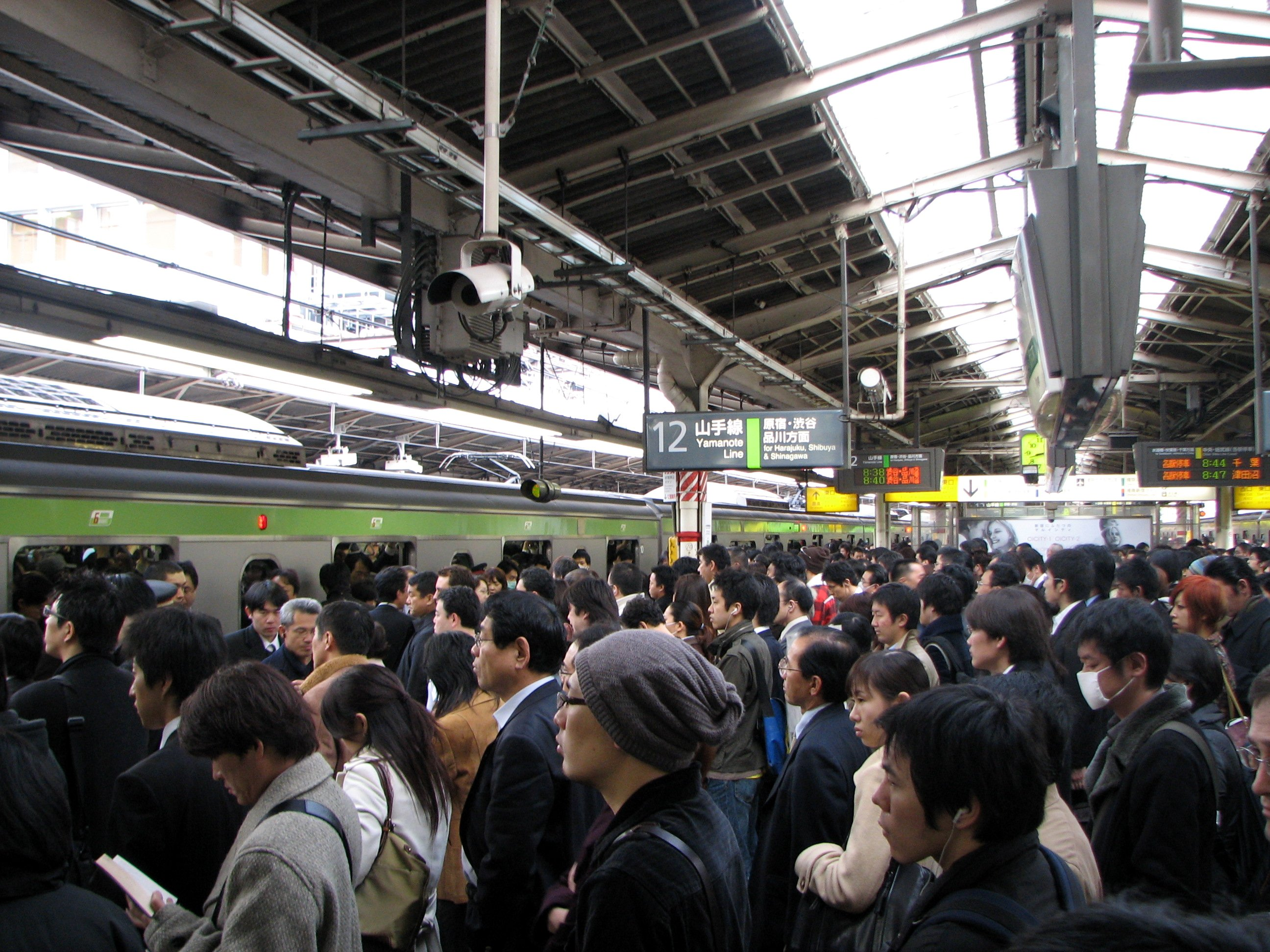
تنقل الناس في طوكيو.

التنقل أو رحلة العمل اليومية هو حركة انتقال الإنسان من منطقته أو وحدته السكنية الخاصة إلى مكان آخر إماً بحثاً عن قوته أو ذاهباً إلى العمل أو إلى الهيئات التعليمية للتعلم أو السفر من بلد إلى آخر أو لأشياء أخرى، تعتمد وسيلة التنقل على مُختلف وسائل النقل، كالقطارات والسيارات والطائرات. كان الإنسان قبل القرن التاسع عشر يتنقل إلى مكان آخر عن الطريق المشي أو الدواب. يتنقل الناس عادةً في نفس الوقت في اليوم مما قد يتسبب بالازدحام الذي يُعرف بساعة الذروة. التنقل لا يقتصر فقط على الإنسان بل أيضاً يشمل الحيوانات وهو ما يُعرف بهجرة الحيوانات.

## التنقل
هو التنقل المتكرر دوريًا بين مكان إقامة الشخص ومكان العمل أو الدراسة، حيث يغادر المتنقل حدود منزله أو مكان إقامته. بالإضافة إلى ذلك، في بعض الأحيان يكون التنقل منتظمًا أو متكررًا بين المواقع، حتى إذا كان التنقل غير مرتبط بالعمل. تختلف طرق السفر، والوقت المستغرق، والمسافة المقطوعة في التنقل اختلافًا كبيرًا في جميع أنحاء العالم. تنتقل الناس إلى العمل سيرًا على الأقدام في البلدان الأقل نموًا، كما كان الناس يتنقلون في الماضي حتى القرن التاسع عشر. يُعد التنقل بالدراجة أرخص وسيلة نقل بعد المشي، وهذا شائع في البلدان منخفضة الدخل، ولكنه يمارس بشكل متزايد لأسباب بيئية وصحية في البلدان الثرية. يُعد التنقل بالدراجات النارية في البلدان متوسطة الدخل أمرًا شائعًا جدًا. تتبنى البلدان المتطورة التكنولوجيا الحديثة والتي تعتمد بشكل كبير على الموقع: يسود في البلدان المكتظة بالسكان مثل أوراسيا النقل الجماعي (كالسكك الحديدية، والحافلات)، التواصل عن طريق السيارة الشخصية أكثر شيوعًا في المدن الأصغر والأحدث وأجزاء كبيرة من أمريكا الشمالية وأستراليا. ينتقل القليل من الأثرياء الذين يعملون في أماكن بعيدة حول العالم عن طريق التنقل الجوي، عادة لأسبوع أو أكثر في كل مرة بدلًا من التنقل اليومي. تؤثر وسائل النقل التي تساعد على التنقل على التخطيط المادي للمدن والمناطق، ما يؤدي إلى التمييز بين المناطق الريفية والمناطق الاقتصادية أو الحضرية (المدن النامية أو المتقدمة المعروفة بامتداد الضواحي)، لكن هذا التمييز المتحقق يختلف جذريًا بين المجتمعات، في الغالب المناطق (الضواحي) الأوراسية كثافتها السكانية أكثر من (المناطق الحضرية) في أمريكا الشمالية.

## الفرق بين الجنسين
وجدت دراسة بريطانية، نشرت عام 2009 أن معدل النساء اللاتي يعانين من الإجهاد النفسي الناتج عن تنقلهن من العمل أربعة أضعاف عدد الرجال.

## حركة المرور
يسافر معظم الركاب في الوقت نفسه من اليوم، ما يؤدي إلى أوقات التزاحم الصباحية والمسائية، يحدث أيضًا الازدحام على الطرق وأنظمة النقل العام التي لم تصمم أو تصلح بما يكفي لمواكبة  متطلبات الازدحام. على سبيل المثال، يعد الطريق السريع 405 الموجود في جنوب كاليفورنيا أحد أكثر الطرق السريعة ازدحامًا في الولايات المتحدة الأمريكية. يجلس المسافرون لمدة تصل إلى ساعتين في حركة المرور خلال فترات الازدحام. تؤدي أعمال البناء أو الاصطدامات على الطريق السريع إلى إلهاء وإبطاء المتنقل، ما يساهم في زيادة التأخير.

## التلوث
تستخدم السيارات التي تنقل راكبًا واحدًا فقط الوقود والطرق بكفاءة أقل من سيارات النقل العام أو السيارات المشتركة، وتزيد الازدحام المروري. التنقل في السيارة عامل رئيسي في تلوث الهواء. تساعد الطرق المخصصة للمركبات العالية (مثل الشاحنات، والحافلات) المتنقلين في الوصول إلى وجهاتهم بسرعة أكبر، وتشجع الناس على الاختلاط، وقضاء الوقت معًا، وتقليل تلوث الهواء. اتخذت بعض الحكومات وأرباب العمل برامج للحد من سفر الموظفين على بدائل مثل تقاسم الرحلات (ينتقل أكثر من شخص في السيارة) والعمل عن بعد. تستعمل بعض سيارات تقاسم الرحلات مواقع الإنترنت لتوفير الأموال. كما اقترحت بدائل مثل النقل الشخصي السريع (بودكار) لكسب فوائد كفاءة الطاقة لنظام النقل الجماعي مع الحفاظ على سرعة وراحة النقل الفردي.
أيضًا، تؤثر انبعاثات حركة السير مثل السيارات والشاحنات على البيئة. تسبب المنتجات الثانوية (مثل البنزين) من خلال أنظمة عوادم السيارات تلوث الهواء وهي مكون رئيسي في تكوين الضباب الدخاني في بعض المدن الكبيرة.
المسببات الرئيسية في التلوث من مصادر النقل هي أول أكسيد الكربون (CO), وأكاسيد النيتروجين (NO), المركبات العضوية المتطايرة, ثاني أكسيد الكبريت، والهيدروكربونات. (الهيدروكربونات هي المكونات الرئيسية للوقود البترولي مثل البنزين ووقود الديزل).